# Srobotnik ob Kolpi
Srobotnik ob Kolpi este o localitate din comuna Kostel, Slovenia, cu o populație de 2 locuitori.